# Vild med dans (sæson 3)
Den tredje sæson af Vild med dans blev sendt fra den 15. september 2006 og til den 17. november 2006, hvor finalen fandt sted. 
Der var en udskiftning i værter; Peter Hansen og Andrea Elisabeth Rudolph blev erstattet af Claus Elming og Christine Lorentzen ; og i dommerpanelet; Thomas Evers Poulsen blev erstattet af koreograf Allan Tornsberg.

## Par
| Kendt                  | Profession              | Danser               | Status     |
| ---------------------- | ----------------------- | -------------------- | ---------- |
| Lærke Winther Andersen | Skuespiller             | Klaus Kongsdal       | Ude        |
| Gert Bo Jacobsen       | Bokser                  | Vickie Jo Ringgaard  | Ude        |
| Liv Corfixen           | Skuespiller             | Mads Vad             | Ude        |
| Annette Heick          | Tv-vært og sangerinde   | Thomas Evers Poulsen | Ude        |
| Morten Lindberg        | DJ og tv-vært           | Mie Moltke           | Ude        |
| Ole Olsen              | Tidligere speedwaykører | Marianne Eihilt      | Ude        |
| Anna David             | Sangerinde              | René Christensen     | Ude        |
| Nikolaj Christensen    | Musiker                 | Soffie Dalsgaard     | Ude        |
| Simon Mathew           | Sanger                  | Viktoria Franova     | Andenplads |
| Christina Roslyng      | Håndboldspiller         | Steen Lund           | Vindere    |

## Resultater
| Par                 | Plads | 1  | 2  | 1+2 | 3  | 4  | 5  | 6  | 7  | 8        | 9        | 10           |
| ------------------- | ----- | -- | -- | --- | -- | -- | -- | -- | -- | -------- | -------- | ------------ |
| Christina & Steen   | 1     |    |    |     |    | 24 | 25 | 27 | 29 | 32+32=64 | 32+36=68 | 39+36+38=113 |
| Simon & Viktoria    | 2     | 21 | 26 | 47  | 26 | 33 | 28 | 31 | 35 | 35+37=72 | 38+39=77 | 38+39+40=117 |
| Nikolaj & Soffie    | 3     |    |    |     |    | 18 |    | 29 | 30 | 30+32=62 | 34+37=71 |              |
| Anna & René         | 4     |    |    |     | 24 | 32 | 30 | 33 | 35 | 35+33=68 |          |              |
| Ole & Marianne      | 5     |    |    |     | 17 | 26 |    | 25 | 23 |          |          |              |
| Morten & Mie        | 6     |    |    |     | 24 | 21 | 23 | 27 |    |          |          |              |
| Annette & Thomas    | 7     |    |    |     | 29 | 29 | 25 |    |    |          |          |              |
| Liv & Mads          | 8     | 15 |    |     | 24 |    |    |    |    |          |          |              |
| Gert Bo & Vickie Jo | 9     |    |    |     | 18 |    |    |    |    |          |          |              |
| Lærke & Klaus       | 10    |    |    |     |    |    |    |    |    |          |          |              |

     indikerer parret, der fik førstepladsen
     indikerer parret, der fik andenpladsen
     indikerer parret, der var i bunden men gik videre
     indikerer parret, der blev stemt ud
Grønne tal indikerer de højeste point for hver uge
Røde tal indikerer de laveste point for hver uge

## Danse og sange

### Uge 3
| Nummer | Rækkefølge          | Dans  | Musik | Tornsberg | Laxholm | Werner | Bendixen | Point | Resultat |
| ------ | ------------------- | ----- | ----- | --------- | ------- | ------ | -------- | ----- | -------- |
| 1      | Anna & René         | Jive  |       | 5         | 6       | 7      | 6        | 24    | Videre   |
| 2      | Gert Bo & Vickie Jo | Tango |       |           |         |        |          | 18    | Ude      |
| 3      | Christina & Steen   | Jive  |       |           |         |        |          |       | Videre   |
| 4      | Morten & Mie        | Tango |       | 7         | 6       | 5      | 6        | 24    | Videre   |
| 5      | Nikolaj & Soffie    | Jive  |       |           |         |        |          |       | Videre   |
| 6      | Simon & Viktoria    | Tango |       | 7         | 6       | 7      | 6        | 26    | Videre   |
| 7      | Ole & Marianne      | Jive  |       |           |         |        |          | 17    | Videre   |
| 8      | Annette & Thomas    | Tango |       | 7         | 7       | 7      | 8        | 29    | Videre   |
| 9      | Liv & Mads          | Jive  |       |           |         |        |          | 24    | Videre   |

### Uge 4
| Nummer | Rækkefølge        | Dans      | Musik                                       | Tornsberg | Laxholm | Werner | Bendixen | Point | Resultat |
| ------ | ----------------- | --------- | ------------------------------------------- | --------- | ------- | ------ | -------- | ----- | -------- |
| 1      | Liv & Mads        | Slowfox   | Dancing Queen — ABBA                        |           |         |        |          |       | Ude      |
| 2      | Simon & Viktoria  | Pasodoble | España Cañi fra Shall We Dance              | 8         | 8       | 9      | 8        | 33    | Videre   |
| 3      | Christina & Steen | Slowfox   | Fever — Elvis Presley                       |           |         |        |          | 24    | Videre   |
| 4      | Anna & René       | Slowfox   | Alley Cat — Bent Fabric                     |           |         | 9      |          | 32    | Videre   |
| 5      | Morten & Mie      | Pasodoble | Misirlou — Dick Dale/The Del-Tones          |           |         |        |          | 21    | Videre   |
| 6      | Nikolaj & Soffie  | Slowfox   | Hvem vet — Lisa Ekdahl                      |           |         |        |          | 18    | Videre   |
| 7      | Annette & Thomas  | Pasodoble | Paso Royale — Englebert                     |           |         |        |          | 29    | Videre   |
| 8      | Ole & Marianne    | Slowfox   | Når en sailor går i land — Otto Brandenburg |           |         |        |          | 26    | Videre   |

### Uge 5
| Nummer | Rækkefølge        | Dans       | Musik                                 | Tornsberg | Laxholm | Werner | Bendixen | Point | Resultat |
| ------ | ----------------- | ---------- | ------------------------------------- | --------- | ------- | ------ | -------- | ----- | -------- |
| 1      | Annette & Thomas  | Wienervals | Kiss from a Rose — Seal               |           |         |        |          | 25    | Ude      |
| 2      | Ole & Marianne    | Samba      | La Camisa Negra — Juanes              |           |         |        |          |       | Videre   |
| 3      | Simon & Viktoria  | Wienervals | Harry Potter Waltz fra Harry Potter   | 7         | 7       | 7      | 7        | 28    | Videre   |
| 4      | Nikolaj & Soffie  | Samba      | Laughing Samba — Edmundo Ros          |           |         |        |          |       | Videre   |
| 5      | Anna & René       | Wienervals | Mr. Bojangles — Robbie Williams       | 7         | 7       | 8      | 8        | 30    | Videre   |
| 6      | Christina & Steen | Samba      | Maria — Ricky Martin                  |           |         |        |          | 25    | Videre   |
| 7      | Morten & Mie      | Wienervals | An der schönen blauen Donau — Strauss |           |         |        |          | 23    | Videre   |

### Uge 6
| Nummer | Rækkefølge        | Dans        | Musik                                       | Tornsberg | Laxholm | Werner | Bendixen | Point | Resultat |
| ------ | ----------------- | ----------- | ------------------------------------------- | --------- | ------- | ------ | -------- | ----- | -------- |
| 1      | Simon & Viktoria  | Jive        | Jailhouse Rock — Elvis Presley              |           |         |        |          | 31    | Videre   |
| 2      | Morten & Mie      | Slowfox     | Close to You — The Carpenters               |           |         |        |          | 27    | Ude      |
| 3      | Christina & Steen | Pasodoble   | El Pico — Orquesta Torres Avila             |           |         |        |          | 27    | Videre   |
| 4      | Ole & Marianne    | Quickstep   | Olsen Banden temaet — Bent Fabricius-Bjerre |           |         |        |          | 25    | Videre   |
| 5      | Anna & René       | Cha-cha-cha | Ain't No Other Man — Christina Aguilera     |           |         |        |          | 33    | Videre   |
| 6      | Nikolaj & Soffie  | Tango       | El Choclo — Julio Iglesias                  |           |         |        |          | 29    | Videre   |
|        | De alle seks par  | Salsa       | Do You Wanna Dance — Julio Daivel Big Band  | —         | —       | —      | —        | —     |          |

### Uge 7
| Nummer | Rækkefølge     | Dans      | Musik | Tornsberg | Laxholm | Werner | Bendixen | Point | Resultat |
| ------ | -------------- | --------- | ----- | --------- | ------- | ------ | -------- | ----- | -------- |
| 3      | Anna & René    | Samba     |       | 9         | 9       | 9      | 8        | 35    | Videre   |
|        | Ole & Marianne | Pasodoble |       | 5         | 6       | 7      | 5        | 23    | Ude      |

### Uge 8: Kvartfinale
| Nummer | Rækkefølge        | Dans             | Musik                                                | Tornsberg | Laxholm | Werner | Bendixen | Point | Resultat |
| ------ | ----------------- | ---------------- | ---------------------------------------------------- | --------- | ------- | ------ | -------- | ----- | -------- |
| 1      | Anna & René       | Quickstep        | Tag med ud og fisk — Gitte Hænning                   |           |         |        |          | 35    | Ude      |
| 1      | Anna & René       | West coast swing | Lucille — Little Richard                             |           |         |        |          | 33    | Ude      |
| 2      | Christina & Steen | Tango            | Por una cabeza — Carlos Gardel                       |           |         |        |          | 32    | Videre   |
| 2      | Christina & Steen | West coast swing | Rescue Me — Fontella Bass                            |           |         |        |          | 32    | Videre   |
| 3      | Simon & Viktoria  | Slowfox          | Diamonds Are Forever fra James Bond                  |           |         |        |          | 35    | Videre   |
| 3      | Simon & Viktoria  | West coast swing | Dancing in the Streets — Martha Reeves/The Vandellas | 10        |         | 10     |          | 37    | Videre   |
| 4      | Nikolaj & Soffie  | Quickstep        | I Will Survive — Gloria Gaynor                       |           |         |        |          | 30    | Videre   |
| 4      | Nikolaj & Soffie  | West coast swing | I Feel Good — James Brown                            |           |         |        |          | 32    | Videre   |

- I den ottende uge dansede parrene én af deres individuelle danse og én individuel West coast swing.

### Uge 9: Semifinale
| Nummer | Rækkefølge       | Dans                         | Musik | Tornsberg | Laxholm | Werner | Bendixen | Point | Resultat |
| ------ | ---------------- | ---------------------------- | ----- | --------- | ------- | ------ | -------- | ----- | -------- |
|        | Simon & Viktoria |                              |       | 10        | 9       | 9      | 10       | 38    | Videre   |
| Rumba  | Simon & Viktoria | Don't Know Why — Norah Jones | 9     | 10        | 10      | 10     | 39       |       | Videre   |

### Uge 10: Finale
| Nummer | Rækkefølge           | Dans       | Musik                                              | Tornsberg | Laxholm | Werner | Bendixen | Point | Resultat   |
| ------ | -------------------- | ---------- | -------------------------------------------------- | --------- | ------- | ------ | -------- | ----- | ---------- |
| 1      | Simon & Viktoria     | Wienervals | Harry Potter Waltz fra Harry Potter                |           |         |        |          | 38    | Andenplads |
| 1      | Simon & Viktoria     | Pasodoble  | España Cañi fra Shall We Dance                     |           |         |        |          | 39    | Andenplads |
| 1      | Simon & Viktoria     | Freestyle  | Can't Take My Eyes of You — Frankie Vallie         | 10        | 10      | 10     | 10       | 40    | Andenplads |
| 2      | Christina & Steen    | Quickstep  | Kom tilbage nu — Danseorkestret                    |           |         |        |          | 39    | Vindere    |
| 2      | Christina & Steen    | Pasodoble  | El Pico — Orquesta Torres Avila                    | 9         | 9       | 9      | 9        | 36    | Vindere    |
| 2      | Christina & Steen    | Freestyle  | Medley af Stayin' Alive, How Deep og Disco Inferno | 10        | 9       | 10     | 9        | 38    | Vindere    |
| —      | De otte udstemte par | Fællesdans | Ain't No Mountain High Enough — Marvin Gaye        | —         | —       | —      | —        | —     | —          |

- I den tiende uge dansede parrene én standard- og latindans valgt af dommerne og én freestyle frit sat sammen af parrene selv.